# Paratrigona pacifica
Paratrigona pacifica är en biart som först beskrevs av Schwarz 1943.  Paratrigona pacifica ingår i släktet Paratrigona och familjen långtungebin. Inga underarter finns listade i Catalogue of Life.